# Merab Zjordania
Merab Zjordania (ook: Merab Jordania) (Georgisch: მერაბ ჟორდანია, Russisch: Мераб Жордания) (Tbilisi, Georgië, 3 september 1965) is een Georgische zakenman. Hij maakte carrière als beroepsvoetballer in Georgië, leidde een aantal jaren de Georgische voetbalbond en kocht op 16 augustus 2010 de Arnhemse voetbalclub Vitesse.

## Loopbaan

### Sportief
Zjordania begon zijn loopbaan in de Georgische voetbalcompetitie. Van 1978 tot 1990 speelde hij onder meer bij Dinamo Tbilisi, Lokomotiv Tbilisi, Torpedo Koetaisi en Goeria Lantsjchoeti. In 1990 speelde hij op proef bij sc Heerenveen. Vervolgens vertrok hij naar IJsland om kort bij Stjarnan Garðabær te voetballen. Dinamo Tbilisi won in 1981 de Europacup II door in de finale in Düsseldorf met 2-1 te winnen van FC Carl Zeiss Jena, na in de halve finale eerst Feyenoord te hebben verslagen.

### Zakelijk
Na beëindiging van zijn actieve voetballoopbaan werd Zjordania, in 1992, voorzitter bij zijn oude club Dinamo. Hij fungeerde ook als spelersmakelaar en begeleidde in 1997 de transfer van de broers Sjota en Artsjil Arveladze naar Ajax en NAC. Ook voor Giorgi Kinkladze, Tejmoer Ketsbaja en Georgi Demetradze verrichtte Zjordania makelaarsdiensten. In 1998 wierp hij zichzelf op als voorzitter van de Georgische voetbalbond. Als voorzitter ontsloeg hij op 2 april 2002 al het personeel, naar eigen zeggen om een nieuwe campagne te beginnen met nieuw personeel. Op een persconferentie zei hij: "I will find the right people within two days." In 2003 benoemde Zjordania zichzelf tot bondscoach van Georgië. Op 12 december van datzelfde jaar liet de nieuw gekozen Georgische president Micheil Saakasjvili in het kader van een grootscheepse anticorruptiecampagne ook Zjordania arresteren. Die zou belasting hebben ontdoken. Zijn zaak werd na enkele maanden geseponeerd wegens gebrek aan bewijs, maar pas nadat hij een bedrag ter waarde van 340.000 Amerikaanse dollars in de staatskas had teruggestort. In 2005 werd Zjordania opnieuw gearresteerd, ditmaal op verdenking van oplichting en verduistering. Ook deze keer kwam hij vrij na het betalen van een boete. In 2009 trad hij op als eigenaar van het bedrijf Mj-Georgia, dat zich bezighield met transfers en uitzendrechten. Zijn jongste wapenfeit is de overname van Vitesse.

### Vitesse
Na eerdere buitenlandse avonturen, onder meer in IJsland en een affaire rond transfergeld voor Georgi Kiknadze (ex-Racing Mechelen), kocht Zjordania op 16 augustus 2010 de Arnhemse voetbalclub Vitesse. Volgens mediaberichten zou de Russische ondernemer Sjalva Tsjigirinski de geldschieter achter Zjordania zijn. Zelf verklaarde Zjordania dat diens jongere broer, Aleksandr Tsjigirinski, klaarstaat om hem zo nodig financieel bij te staan. Zjordania beloofde bij de eerste persconferentie op korte termijn nieuwe spelers naar Vitesse te halen. In de twee weken na de aankoop van Vitesse werden er acht spelers toegevoegd aan de selectie van toenmalig trainer Theo Bos, voordat de transferperiode eindigde. Op 1 oktober 2010 werd Zjordania voorzitter van de Raad van Commissarissen van Vitesse. Zjordania wilde binnen drie jaar met de Arnhemse club meespelen om het landskampioenschap, aangeduid als Project 2013. Voor dit project zal niet alleen in het eerste elftal worden geïnvesteerd, maar ook in de trainingsaccommodatie. Na het seizoen 2010/'11 werd de doelstelling om mee te spelen in de top van de Eredivisie bijgesteld tot het jaar 2014. Op 25 januari 2012 begon de bouw van het nieuwe trainingscomplex.
Sinds de overname door Zjordania is het een komen en gaan van trainers bij de club. Op 21 oktober 2010 ontsloeg hij diens trainer en clubicoon Theo Bos, vanwege de magere resultaten en een teleurstellende 16e plaats. Bos werd na een interim-periode onder Hans van Arum en Raimond van der Gouw vervangen door de Spaanse Albert Ferrer. Na teleurstellende resultaten werd het contract van Ferrer aan het einde van het seizoen niet verlengd en treedt oud-Vitessenaar John van den Brom als vervanger aan. Van den Brom behaalde met Vitesse in mei 2012 Europees voetbal, door de Play-offs winnend af te sluiten. De club keerde terug op het Europese podium na een afwezigheid van 10 jaar. Zjordania was echter ontevreden met de behaalde zevende plaats en stuurde aan op een breuk met Van den Brom.
Op 1 juli 2012 werd trainer Fred Rutten gepresenteerd. Onder Rutten beleefde Vitesse een turbulent, maar vooral een succesvol seizoen. Zo bleef Vitesse voor het eerst negen Eredivisie-wedstrijden ongeslagen vanaf de seizoensstart. In april 2013 vierde Vitesse de officiële opening van de nieuwe trainingsaccommodatie op Papendal. Met een vierde plaats bereikte Vitesse onder Rutten haar doel voor het seizoen 2012/'13, namelijk directe plaatsing voor Europees voetbal. Op 18 mei 2013, liet Rutten de club weten niet in te gaan op de hem aangeboden contractverlenging. Volgens Rutten was er geen conflict tussen hem en Zjordania, maar bleek dat hun visies te ver uiteen liepen. 
Peter Bosz kende in zijn eerste seizoen als hoofdtrainer net als zijn voorganger Rutten een onrustig seizoen. Op 22 oktober 2013 werd bekend dat Merab Zjordania zijn aandelen van Vitesse afstond aan de Rus Aleksandr Tsjigirinski, die al vanaf 2010 de belangrijkste financier was van de club. De reden van het vertrek was het financiële wanbeleid onder Zjordania. Vitesse stond een moeilijke periode te wachten na het vertrek van Wilfried Bony en Marco van Ginkel. De club moest weer positieve cijfers schrijven en kon nauwelijks wat besteden op de transfermarkt. Technisch directeur Mohammed Allach en Bosz ontwikkelden een meerjarenplan voor de club waarbij de Academie weer toonaangevend moest worden.
Zjordania is op 10 december 2013 ook opgestapt uit de raad van commissarissen. Bert Roetert neemt het over.
 Op 30 maart 2014 kreeg Zjordania een stadionverbod van drie jaar opgelegd van Vitesse. Zjordania zou een woedeaanval hebben gehad en algemeen directeur Joost de Wit daarbij hebben bedreigd. Die laatste deed daarvan aangifte bij de politie, omdat hij zich niet veilig voelde. Jordania bekende de bedreigingen en kreeg van de rechter bij de rechtbank in Arnhem een taakstraf opgelegd. Na het financiële wanbeleid onder Zjordania dreigde opnieuw even een sportieve teruggang van de club. Maar het meerjarenplan van Bosz en Allach dat daarna was gelegd en tot succes leidde, bleek stevig genoeg om deze klap op te vangen. Er werd sportief een klein stapje teruggedaan en Vitesse zou niet meer structureel mee kunnen strijden om de landstitel, maar als stabiele subtopper.
In een interview met De Telegraaf haalt Zjordania hard uit naar het beleid van de voorbije maanden van zijn oude club met onder andere Chelsea FC. Volgens Zjordania dicteert Chelsea het beleid bij Vitesse. Zelfs zo zeer, dat de club uit Londen heeft bepaald dat Vitesse geen kampioen mag worden. Met een landstitel komen de belangen van Chelsea volgens de Georgiër te zeer in het gedrang. Verder sluit Zjordania een terugkeer als eigenaar in de toekomst zeker niet uit. De raad van commissarissen laat na de uitspraken van Zjordania in de media weten dat iedereen door Zjordania in de maling wordt genomen. 'Het competitie-element en de onvoorspelbaarheid zijn beginwaarden van sport. Net als elke club wil Vitesse zoveel mogelijk wedstrijden winnen en kampioen worden, met zo goed mogelijk spel. Ook bepalen wij zelf ons beleid, maar we maken wel graag gebruik van de samenwerking met Chelsea. We zijn baas in ons eigen huis. Op 22 december 2015 laat de licentiecommissie van de KNVB weten dat Vitesse juist en volledig heeft gehandeld wat betreft eigendoms- en juridische structuur van de club. Uit onderzoek blijkt ook dat er geen aanwijzingen zijn dat Chelsea zeggenschap heeft in het beleid van Vitesse.

## Privé
Zjordania’s vader was voetballer en zijn oom Andro Zjordania maakte in de tweede helft van de jaren dertig furore als trainer van Spartak en in de jaren vijftig met Dinamo Tbilisi. Zjordania is getrouwd geweest met ex-model Maka Asatiani, met wie hij twee zoons heeft. Haar vader Kachi Asatiani, ex-voetballer en zakenpartner van Zjordania, werd in 2002 vermoord. De omstandigheden rond de moord werden nooit opgehelderd. Zijn zoon Levan speelde in de jeugd bij Vitesse gedurende Merab Zjordania's voorzitterschap. In 2013 ontmoette Zjordania koning Willem-Alexander en koningin Máxima tijdens hun bezoek aan Arnhem. Tijdens het bezoek maakte het koningspaar op de Grote Markt kennis met de club Vitesse. Op 26 juli 2018 maakte FC Den Bosch bekend dat Kachi Zjordania, de zoon van Merab Zjordania, officieel de eigenaar wordt van de club.